# Епиншал
Епиншал (фр. Espinchal) насеље је и општина у централној Француској у региону Оверња, у департману Пиј де Дом која припада префектури Исоар.
По подацима из 2011. године у општини је живело 97 становника, а густина насељености је износила 10,96 становника/km². Општина се простире на површини од 8,85 km². Налази се на средњој надморској висини од 1050 метара (максималној 1.230 m, а минималној 980 m).

## Демографија
| 1962. | 1968. | 1975. | 1982. | 1990. | 1999. | 2011. |
| ----- | ----- | ----- | ----- | ----- | ----- | ----- |
| 291   | 303   | 275   | 192   | 144   | 106   | 97    |

График промене броја становника у току последњих година